# 4.º arrondissement de Paris

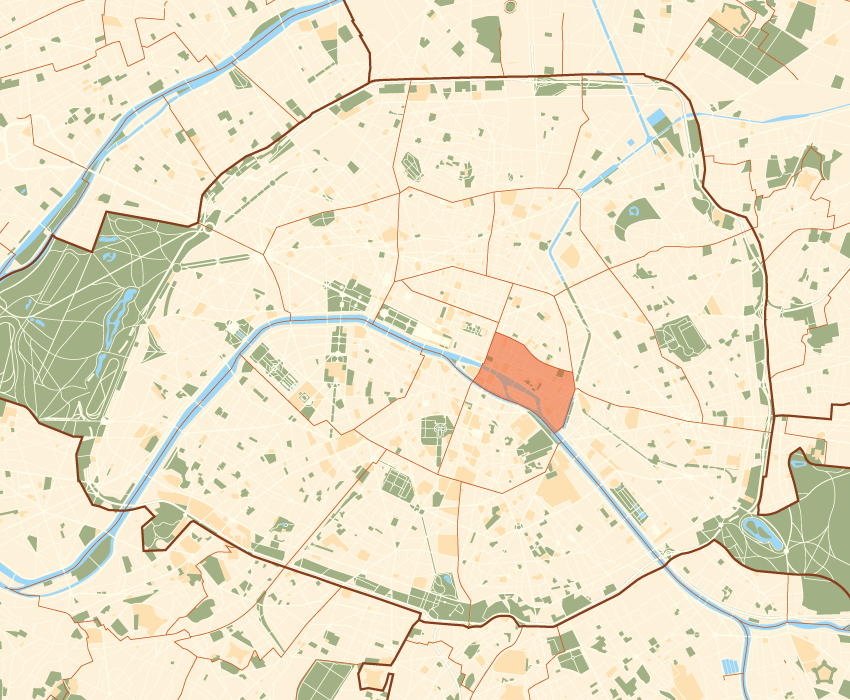
Mapa do 4.º arrondissement, assinalado a vermelho.

O 4º arrondissement de Paris é um dos 20 distritos administrativos da capital da França.
Situado além da margem direita do rio Sena, faz fronteira a oeste com o 1º arrondissement; ao norte com o 3º; a leste com o 11º e o 12º; e ao sul pelo 5º, além do rio Sena. É o 3º menor distrito da cidade.
O 4º arrondissement abrange a Prefeitura de Paris de arquitetura Renascentista. Também engloba a Place des Vosges.
A parte oriental da Île de la Cité (incluindo a Catedral de Notre-Dame) assim como a Île Saint-Louis também pertence ao 4º distrito.

## Bairros
- Quartier Saint-Merri
- Quartier Saint-Gervais
- Quartier de l'Arsenal
- Quartier Notre-Dame

## Principais edifícios
- Edifícios religiosos :
  - Catedral de Notre-Dame

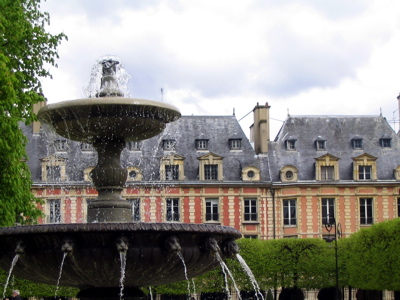
A Place des Vosges

  - Igreja Saint-Gervais-Saint-Protais
  - Igreja Saint-Louis-en-l'Île
  - Igreja Saint-Paul-Saint-Louis
  - Igreja Saint-Merri
  - Claustro e Igreja des Billettes
  - Synagogue de la rue des Tournelles
  - Synagogue de la place des Vosges
  - Templo do Marais, Temple de la Visitation Sainte-Marie
  - Tour Saint-Jacques

- Museus e instituições culturais :
  - Centro Georges Pompidou e Museu Nacional de Arte Moderna
  - Bibliothèque de l'Arsenal
  - Bibliothèque Baudoyer
  - Bibliothèque Forney
  - Bibliothèque historique de la ville de Paris
  - Pavillon de l'Arsenal
  - Pôle Simon Lefranc, centre d'animation de la ville de Paris

- Monumentos e edifícios civis :
  - Coluna de Julho, Praça da Bastilha
  - Vestígios do Muro de Filipe Augusto
  - Hôtel-Dieu, o mais antigo hospital da capital
  - Hôtel de Beauvais e Cour administrative d'appel de Paris
  - Hôtel de Sully e Centre des monuments nationaux
  - Hôtel de Sens e Bibliothèque Forney
  - Hôtel d'Aumont e Tribunal administrativo de Paris
  - Mémorial de la Shoah
  - Lycée Charlemagne
  - Tribunal de comércio
  - Prefeitura de polícia
  - Crédito municipal de Paris
  - Antiga Sub-estação elétrica Bastille (Inscrita ISMH), realizada pelo arquiteto Paul Friesé, Boulevard Bourdon.
  - Hôtel de ville de Paris, Prefeitura de Paris
  - Bazar de l'Hôtel de Ville
  - Quartier des Célestins da Guarda Republicana

- Places :
  - Place des Vosges
  - Parvis Notre-Dame - place Jean-Paul-II

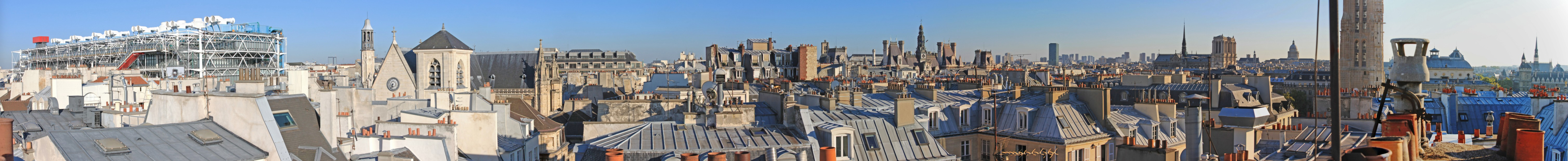
Vista de um telhado sobre muitos monumentos do arrondissement: Centro G. Pompidou, igreja de Saint-Merri, Hôtel-de-Ville, Notre-Dame, tour Saint-Jacques, théâtre de la Ville

  - Place de l'Hôtel-de-Ville
  - Praça da Bastilha
  - Place Saint-Paul ("Pletzl")